# Natalie Schafer

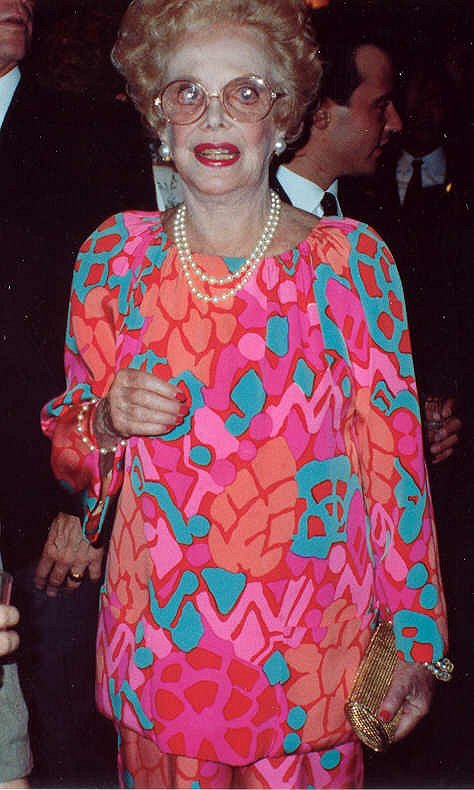
Natalie Schafer op het AIDS Project Los Angeles, in 1990

Natalie Schafer (Red Bank, 5 november 1900 – Los Angeles, 10 april 1991) was een Amerikaans actrice.

## Biografie

### Jonge jaren en carrière
Schafer werd geboren in een Joodse familie. Ze begon haar carrière als actrice op Broadway, alvorens in 1941 naar Los Angeles te verhuizen om in films te gaan acteren. In de jaren 40 had ze bijrollen in onder andere de film Reunion in France. In de jaren 50 speelde ze mee in The Snake Pit en Anastasia. Tussen opnames door keerde ze regelmatig terug naar New York.
Tussen 1928 en 1959 speelde Schafer mee in zeventien toneelstukken op Broadway, bijna altijd in bijrollen. Bijna alle toneelstukken waarin ze mee deed, werden kort opgevoerd, behalve Lady in the Dark (1941–'42), The Doughgirls (1942–44) en Romanoff and Juliet (1957-58).
Schafer speelde in de sitcom Gilligan's Island (1964-'67) het personage "Lovey Howell". Ze vertolkte deze rol eveneens in de afgeleide televisiefilms en sprak de stem van haar personage in voor de animatieserie Gilligan's Planet. Schafer werkte geregeld samen met de schrijvers van de serie om aan te geven hoe ze haar personage het liefst zag.
Schafer bleef acteren tot ver in de tachtig en had gastrollen in televisieseries als I Love Lucy en in de film The Day of the Locust (1975).

### Persoonlijk leven
Schafer was van 1934 tot 1942 getrouwd met acteur Louis Calhern. Lang na hun scheiding speelden de twee samen in Forever, Darling (1956). Schafer had tijdelijk een relatie met George S. Kaufman.
Schafer was erg discreet over haar leeftijd en weigerde deze openbaar te maken. Derhalve werd jarenlang 1912 genoemd als haar geboortejaar. Haar ware geboortedatum en leeftijd werden na haar dood bekendgemaakt.
Naast acteren, investeerde Schafer in onroerend goed, wat haar miljonaire maakte.
Schafer stierf op 90-jarige thuis aan de gevolgen van kanker.